# 道北ラルズ
株式会社道北ラルズ（どうほくラルズ）は、北海道の上川、中空知、北空知を営業基盤としてスーパーマーケットを展開したアークスグループの企業である。CGCグループの加盟企業であった。屋号は「ラルズマート」「ビッグハウス」を使用した。本社は北海道旭川市東光10条7丁目1番33号に所在していた。2012年に株式会社ふじと合併し、株式会社道北アークスとなった。

## 概説
有限会社サンフーズとして創業。株式会社三島の関連企業であった。
1997年11月に三島から株式会社ラルズ（当時。後の株式会社アークス）がサンフーズを買収し完全子会社とした。これと同時に株式会社道北ラルズとなる。12月に入り三島の旭川、北見、網走地区で展開していたスーパー8店舗を買収して「ラルズマート」の屋号で営業を開始。1998年9月には芦別市に本社を置いた株式会社角幡商店から美瑛・滝川・富良野・芦別・砂川にある5店舗を買収し「ラルズマート」とした。1998年10月には営業圏が異なる北見市の本町店、桜町店と美幌町の美幌店の3店舗をグループ企業で道東を営業基盤とする道東ラルズ（当時）に譲渡した。
2000年に旭川市パルプ町へ「ビッグハウス」を出店（2014年にスーパーアークスに屋号変更）。2002年にラルズが持株会社のアークスとなり、道北ラルズはアークスの子会社となった。2005年3月には経営破綻した三島からサンバリュー士別食品館（士別市、ビッグハウス士別店）・サンバリュー名寄食品館（名寄市、後にラルズマート名寄店）・みしま士別西店（士別市）・みしま美深店（美深町、後にラルズマート美深店）の4店舗を買収し、4月に営業を開始した。
2012年7月に、株式会社ふじを存続会社として株式会社道北ラルズが吸収合併され、株式会社道北アークスに商号を変更した。

## 店舗
2012年7月のふじとの合併により、そのまま道北アークスへ継承された。
ラルズマート
- 旭川市
  - 豊岡店（2024年5月に閉店[3]）
  - マルカツ店（旧三島店舗・サンバリューマルカツ店、2006年11月に屋号変更、2017年3月19日に閉店）
- 名寄市
  - 名寄店（旧三島店舗・サンバリュー名寄食品館、2006年10月に屋号変更）
- 美深町
  - 美深店（旧三島店舗・みしま美深店、2006年10月に屋号変更）
- 富良野市
  - 富良野店（旧角幡店舗）
- 芦別市
  - 芦別店（旧角幡店舗、道北アークスになってからの2013年11月15日にラルズ運営のラルズプラザ芦別店の1階に移転し、同店跡地は駐車場[4]）

ビッグハウス
- 旭川市
  - パルプタウン
  - 東光店（旧三島店舗・バリュー東光店、1997年12月にラルズマートへ屋号変更、2006年3月に屋号変更）
  - 西神楽店
- 士別市
  - 士別店（旧三島店舗・サンバリュー士別食品館、2005年8月26日に屋号変更）
- 滝川市
  - イーストタウン
- 深川市
  - 深川店

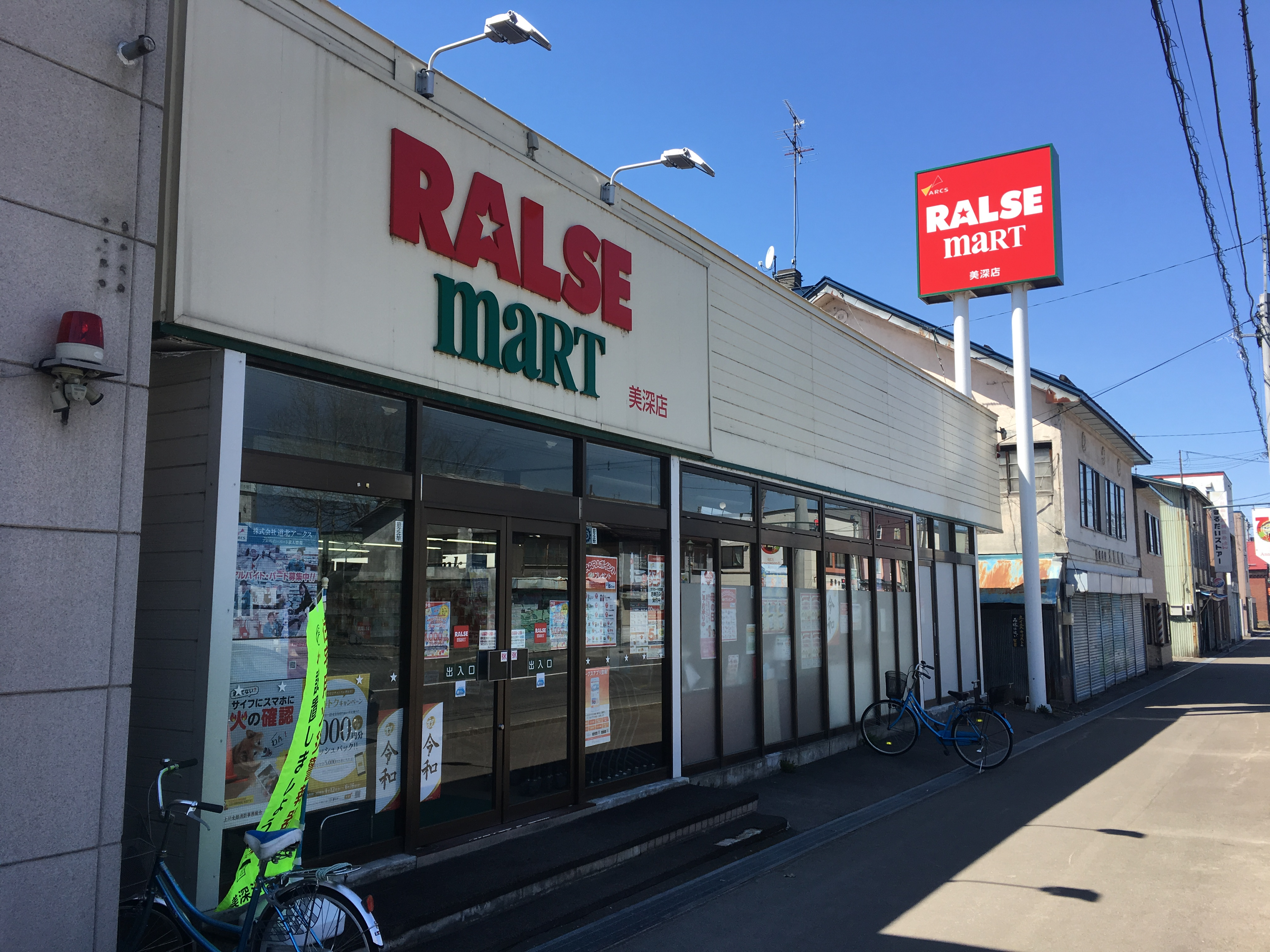
ラルズマート美深店（2019年4月）
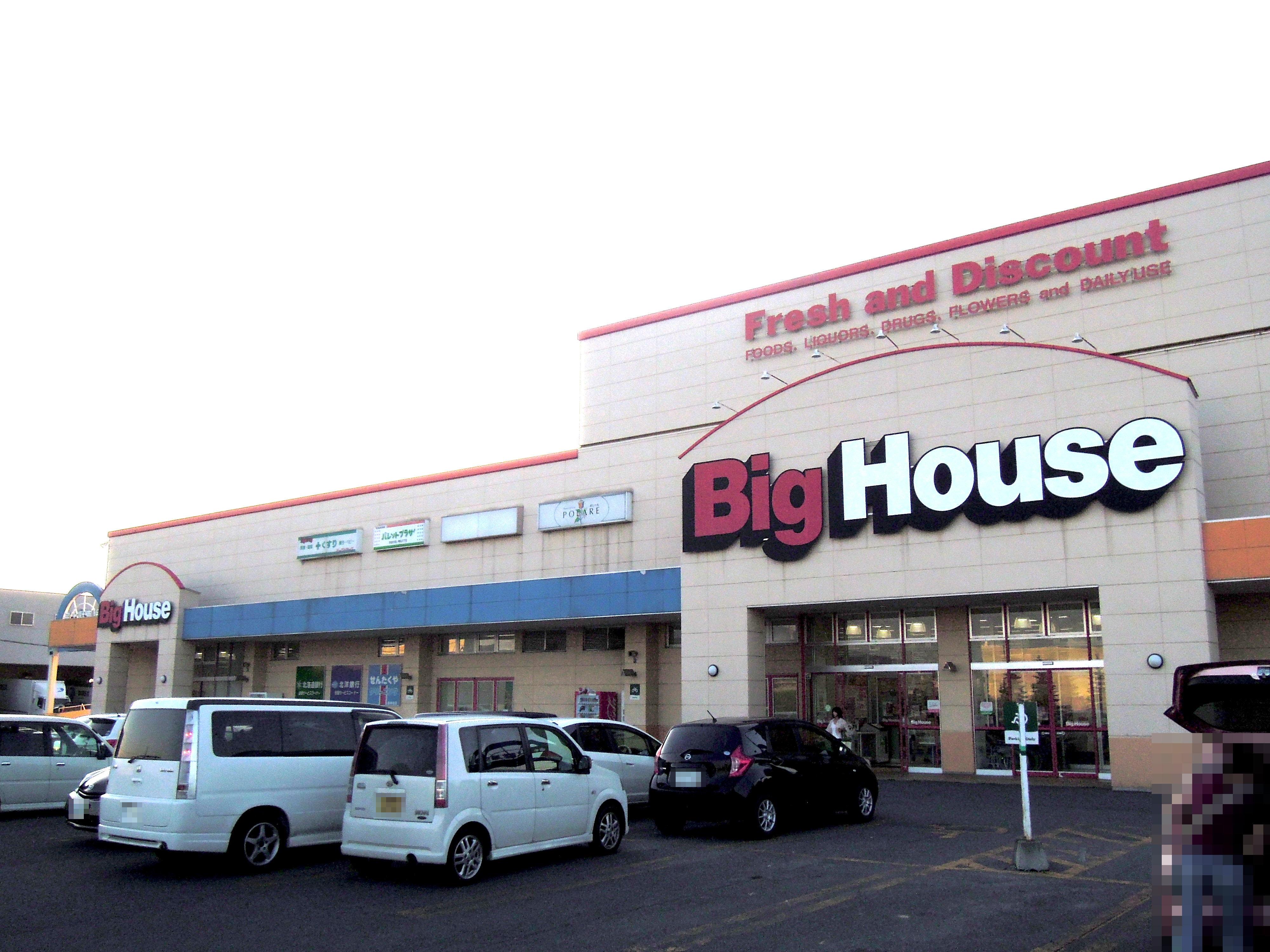
ビッグハウス西神楽店（2013年7月） ※道北アークスへの合併後に「スーパーアークス」に転換

### 譲渡店舗
下記の店舗はラルズグループ（現：アークスグループ）内での調整により1998年10月に道東ラルズ（現：道東アークス）へ譲渡を行った。いずれも三島の運営店舗を道北ラルズが譲受したものであった。
- サンサンショッピングプラザ本町店（北見市、譲渡後の2000年7月に改装してラルズマート本町店に改称。その後改装のうえ2025年7月10日にスーパーアークス本町店に再改称）
- サンバリュー桜町店（北見市、譲渡後の2001年11月に改装してラルズマート桜町店に改称。2003年閉店）
  - 2017年以降の「ラルズマート桜町店」は、小樽市に所在するスーパーチェーンシガから改装された店舗であり、別の店舗である。
- ビッグハウス美幌店（美幌町、道東ラルズへの譲渡時点で「ビッグハウス」となっていた。譲渡後、同町内にスーパーアークス美幌店を開店させることに伴い、2013年11月に閉店）

### 閉店した店舗
合併前までに閉店した店舗。
- ラルズマート
  - 神楽岡店（旭川市） - 2000年8月閉店
  - 美瑛店（美瑛町、旧角幡店舗） - 2001年10月閉店
  - 滝川店（滝川市、旧角幡店舗） - 2003年10月閉店
  - 砂川店（砂川市、旧角幡店舗） - 2003年10月閉店
  - 神居店（旭川市） - 2006年2月閉店

- 道北ラルズ
  - 士別西店（士別市、旧三島店舗） - 2006年1月31日閉店。閉店まで看板の架け替えは行われなかった。